# Ermita de San José del Monte
La ermita de San José del Monte es una obra arquitectónica de principios del siglo XVII, ubicada en la localidad de Cerrazo, Cantabria, España. 

## Características
Mandada edificar por Pedro González de la Sierra, es un edificio de planta cuadrada, con bóveda de terceletes y cubierta a cuatro aguas, orientada al norte con un atrio caracterizado por un arco triunfal y tornos de madera. Se le une un arco que da entrada al corral de la casa, desde el que se accede a la ermita. En la clave del arco se conserva un escudo, timbrado de corona, con las armas González y Sierra.
Esta ermita ya en 1757 se encontraba semiderruida, pues los visitadores de la Abadía de Santillana dijeron “hallarla ruinosa”.
La ermita estaba dedicada al Patrocinio de San José y a Nuestra Señora del Buen Suceso. 
Sus propietarios han sido:
Pedro González de la Sierra, Catalina González de la Sierra (y Juan Ruiz-Tagle), Domingo Ruiz-Tagle y González de la Sierra (venta),
Juan de Agüera y Pérez de Campuzano (y Juliana Pérez de la Sierra),
José de Agüera y Pérez de la Sierra, Juana de Agüera y Pérez de la Sierra (y Francisco González del Tánago), Antonia González del Tánago y Agüera (y Manuel González del Tánago y Sánchez de la Sierra), María Antonia González del Tánago y González del Tánago (y Juan Ramón Ruiz de Ceballos), Manuel Ruiz de Ceballos y González del Tánago (y Plácida Morán de la Vega) y Antonia Ruiz de Ceballos y González del Tánago (y Francisco Gómez Sánchez, de Novales), Engracia Gómez Ruiz de Ceballos,
Fidel Gómez y Gómez (Presbítero).
Hoy se la conoce como la ermita de San José Obrero, y queda en la vecindad el recuerdo de la oración escrita en las cuatro fachadas de su alero: 

Mira que te mira Dios,

mira que te está mirando,

mira que vas a morir,

mira que no sabes cuándo.

- Datos: Q5836117